# Couture-sur-Loir
Couture-sur-Loir – miejscowość i dawna gmina we Francji, w Regionie Centralnym, w departamencie Loir-et-Cher. W 2013 roku populacja ówczesnej gminy wynosiła 417 mieszkańców. 
W dniu 1 stycznia 2019 roku z połączenia dwóch ówczesnych gmin – Couture-sur-Loir oraz Tréhet – powstała nowa gmina Vallée-de-Ronsard. Siedzibą gminy została miejscowość Couture-sur-Loir. 